# Jean Starobinski
Jean Isaac Starobinski (Genève, 17 november 1920 – Morges, 4 maart 2019) was een Zwitserse psychiater, filoloog in Franse literatuur, medisch historicus en ideeënhistoricus.
Starobinski was docent Romaanse talen aan de Johns Hopkins-universiteit (1953-1956), hoogleraar Franse literatuur aan de universiteit van Genève (1958-1985) en gasthoogleraar aan het Collège de France (1987-1988).
Hij geldt als een autoriteit van de Verlichtingsfilosofen.

## Levensloop
Starobinski was een zoon van Aron Starobinski en Szajndla Frydman, een joods echtpaar. Zijn vader vluchtte uit Polen in 1913 omwille van jodenvervolging. Beide ouders studeerden af in Genève als arts; zijn vader was daarnaast essayist. Aan de universiteit van Genève studeerde Starobinski Frans, Latijn en Oudgrieks (1939-1942). Hij leerde er Pierre Jean Juve kennen, die in ballingschap in Genève leefde. Hij publiceerde de gedichtenbundel Porches à la nuit des saints van Jouve.
Vervolgens studeerde Starobinski geneeskunde in Genève (1942-1948). Een carrière als arts leek hem meer organiseerbaar dan als filoloog. Tijdens zijn geneeskundestudies onderhield hij contacten met joodse verzetsstrijders in Frankrijk. Tevens bestudeerde hij literaire werken, zodat hij in 1945 commentaren publiceerde over Franz Kafka. Na het behalen van zijn diploma verwierf hij het Zwitsers staatsburgerschap (1948), iets wat hem in 1940 nog geweigerd was. 
Hij combineerde een opleiding tot psychiater met een assistentschap Franse literatuur aan de universiteit van Genève. 
Op uitnodiging van Georges Poulet werd Starobinski docent aan de Johns Hopkins-universiteit in Baltimore (1953). Het werden beslissende jaren in zijn academische keuze om literatuurstudies verder te zetten. Uit methodologische discussies tussen de literatuurcritici Georges Poulet en Leo Spitzer destilleerde Starobinski zijn eigen methode. Hij noemde het ‘relation critique’. Hij bekwaamde zich in Franse literatuur van de 16e tot de 20e eeuw, van Montaigne tot Valéry, om zich specifiek toe te leggen op de werken van Jean-Jacques Rousseau. Met zijn doctorale thesis La transparence et l’obstacle (1957) gewijd aan Rousseau behaalde hij internationale bekendheid. Hij interpreteerde er met psychoanalytische methoden de persoonlijkheid van Rousseau.
In 1957 was Starobinski terug in Zwitserland. Hij werkte nog als arts in het psychiatrisch ziekenhuis in Prilly (1957-1958). Het liet hem toe een tweede maal te promoveren: het doctoraat in de geneeskunde met een proefschrift over de geschiedenis van de behandeling der melancholie tot het jaar 1900. Hij promoveerde hiermee aan de universiteit van Lausanne (1960).
Ondertussen verkreeg Starobinski in 1958 de leerstoelen Ideeëngeschiedenis en Geschiedenis der geneeskunde aan de universiteit van Genève. Na het emeritaat van Marcel Raymon (1962) nam hij er de leerstoel Moderne Franse literatuur bij. In 1964 volgde een bevordering tot gewoon hoogleraar. Hij nam het ambt van gasthoogleraar waar aan de universiteit van Bazel (1959-1961), Collège de France in Parijs (1987-1988) en de Eidgenössische Technische Hochschule Zürich (1992-1993).
Dertig jaar was Starobinski de organisator van de Rencontres internationales de Genève (1965-1996) en de voorzitter van de Société Jean-Jacques Rousseau in Genève (1967-1993). Ook na zijn emeritaat (1985) bleef hij internationaal publiceren. 
Hij stierf aan de leeftijd van 98 jaar in Morges (2019).
Zijn persoonlijke bibliotheek en zijn archiefstukken bevinden zich in de Schweizerische Nationalbibliothek in Bern.

## Gezin
In 1954 huwde Starobinski met Jacqueline Sirman, een oogarts. Het echtpaar had drie zonen.

## Eerbewijzen
Hij ontving in totaal zestien eredoctoraten onder meer van de Université Libre de Bruxelles (1979) en de Johns-Hopkins universiteit (1993). Hij was lid van academies in de Verenigde Staten, het Verenigd Koninkrijk, Italië, Duitsland, Frankrijk en België.
Hij ontving de volgende prijzen:
- 1962 Prix Schiller, Bern
- 1965 Prix Rambert van de Société Zofingue, Lausanne
- 1972 Prix Pierre de Régnier van de Académie française, Parijs
- 1982 Prix Européen de l'Essai Charles Veillon, Lausanne
- 1984 Prijs van de Fondazione Internazionale Premio Balzan voor literatuurgeschiedenis en literatuurkritiek, Milaan
- 1988 Lid van de Academia Europaea, Cambridge
- 1989 Prix littéraire Prince-Pierre-de-Monaco
- 1993 Hansischer Goethe-Preis, Hamburg
- 1998 Karl-Jaspers-Preis, Heidelberg
- 1998 Premio Grinzane Cavour, Piemonte
- 1998 Grand Prix de la Francophonie de l’Académie française, Parijs
- 2009 Gouden Medaille van Círculo de Bellas Artes, Madrid
- 2010 Prix de la Foundation pour Genève.